# Lago Sucotto
Il lago Sucotto è un lago alpino artificiale sito nel comune di Valgoglio in provincia di Bergamo.

È situato nelle Alpi Orobie in alta valle Seriana, in una vallata con altri bacini artificiali: i laghi di Aviasco, Campelli, Nero e Cernello.
Raccoglie le acque provenienti dal lago Cernello, l'acqua piovana, quella di scioglimento delle nevi e da piccole falde minori. L'acqua rilasciata attraverso la sua diga alimenta il torrente Goglio.

## Accessi

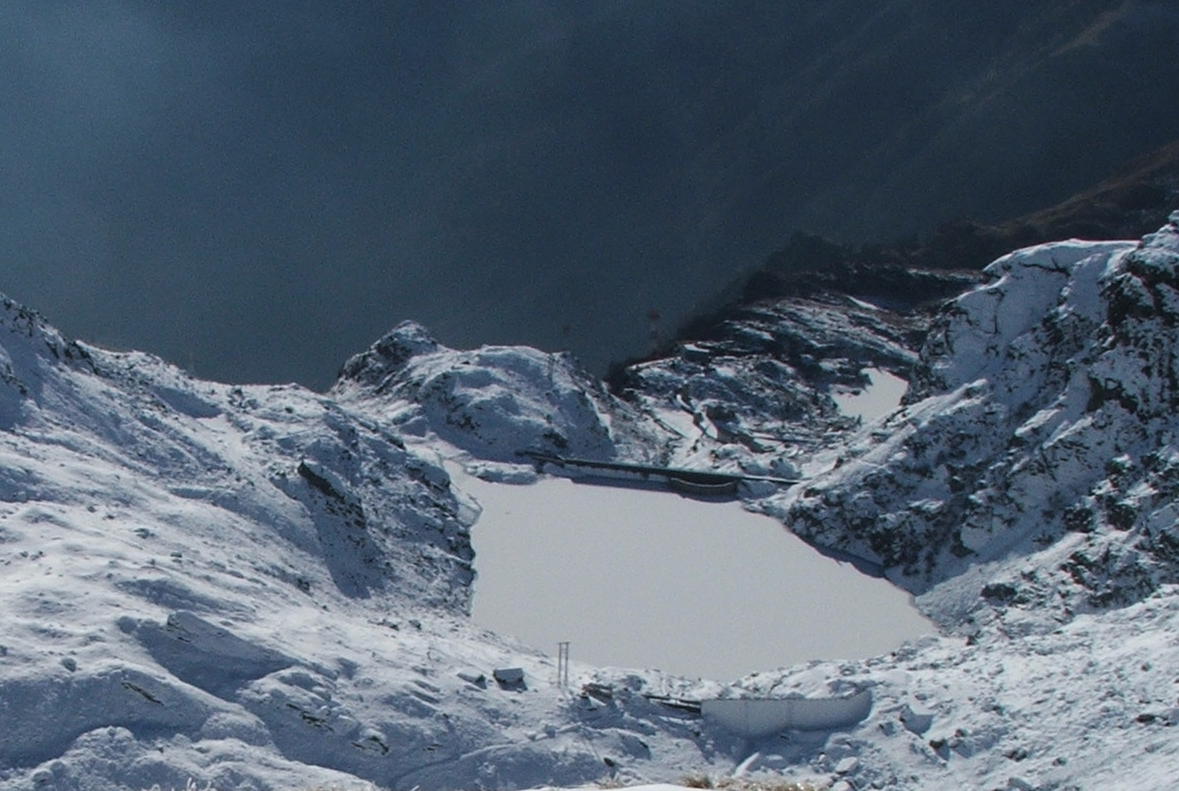
Vista invernale del lago Sucotto

La zona si raggiunge per la via più breve partendo da Valgoglio. Il sentiero parte dalla zona nord-est del paese, ed è ben segnato.
Si sale seguendo inizialmente le condotte d'acqua fino a giungere in vista della diga del lago Sucotto. Si prende quindi il sentiero che sale in direzione della diga sul lato est del torrente. Il sentiero prosegue in direzione del vicino lago Cernello.
Il lago può essere raggiunto anche dal rifugio Fratelli Calvi, in val Brembana, seguendo il percorso che conduce al passo della Portula e che prosegue in direzione del Giro dei Laghi, sentiero che mette in comunicazione i laghetti della vallata sopra descritti. Il sentiero è ripido in alcuni tratti ma ben segnato e in buone condizioni.

## Galleria d'immagini

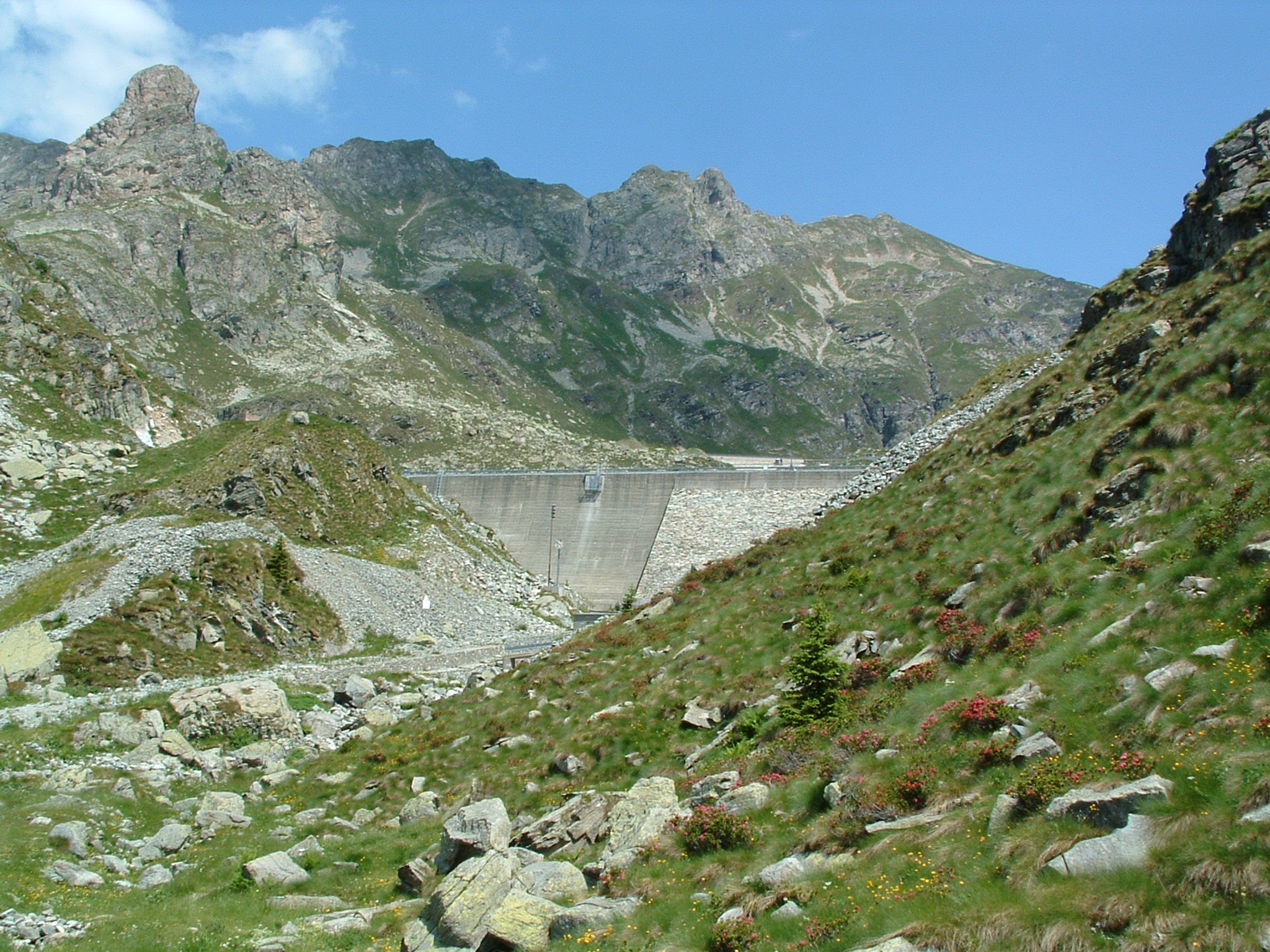
La diga del lago Sucotto
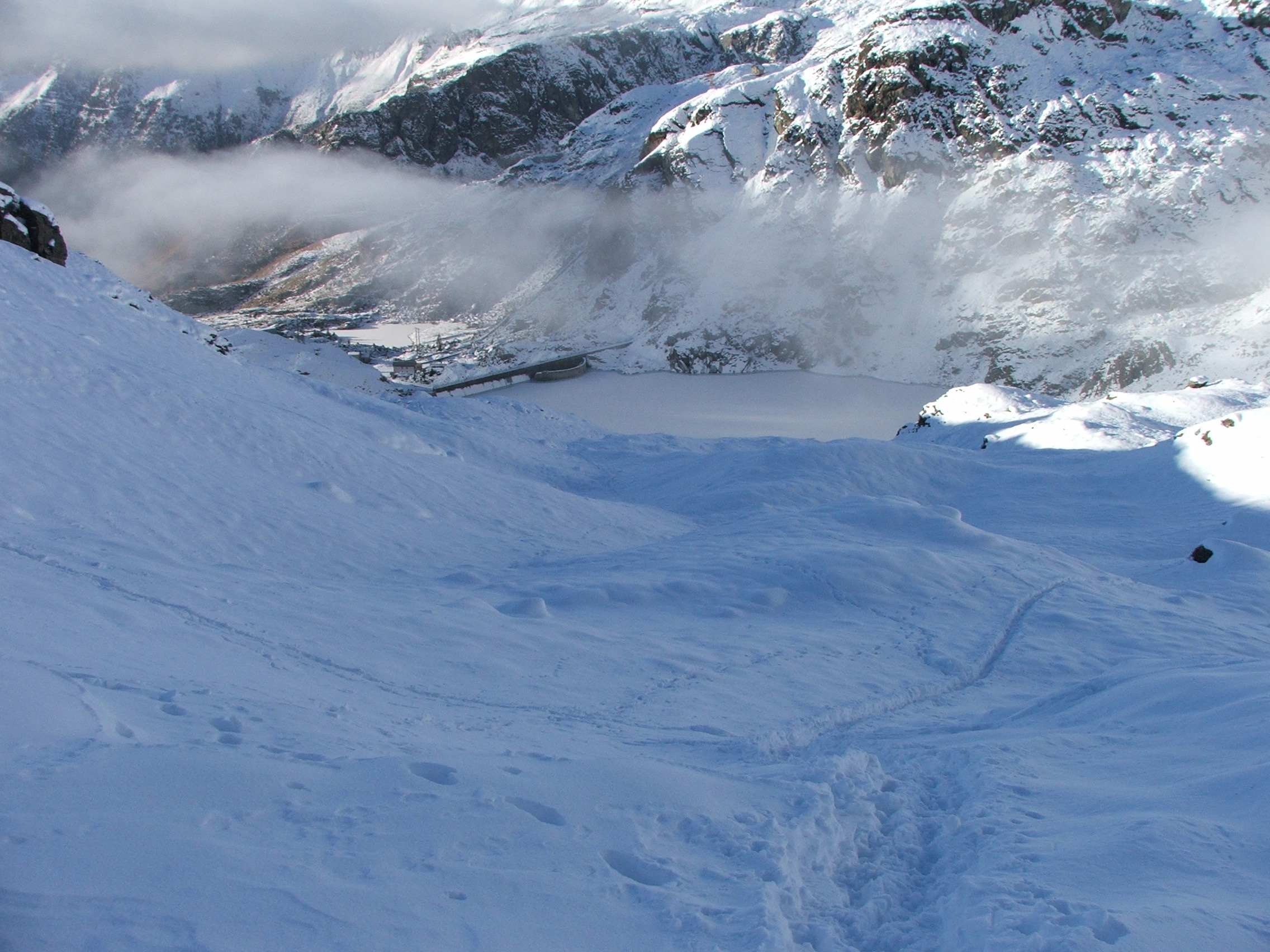
Il lago Sucotto visto da est
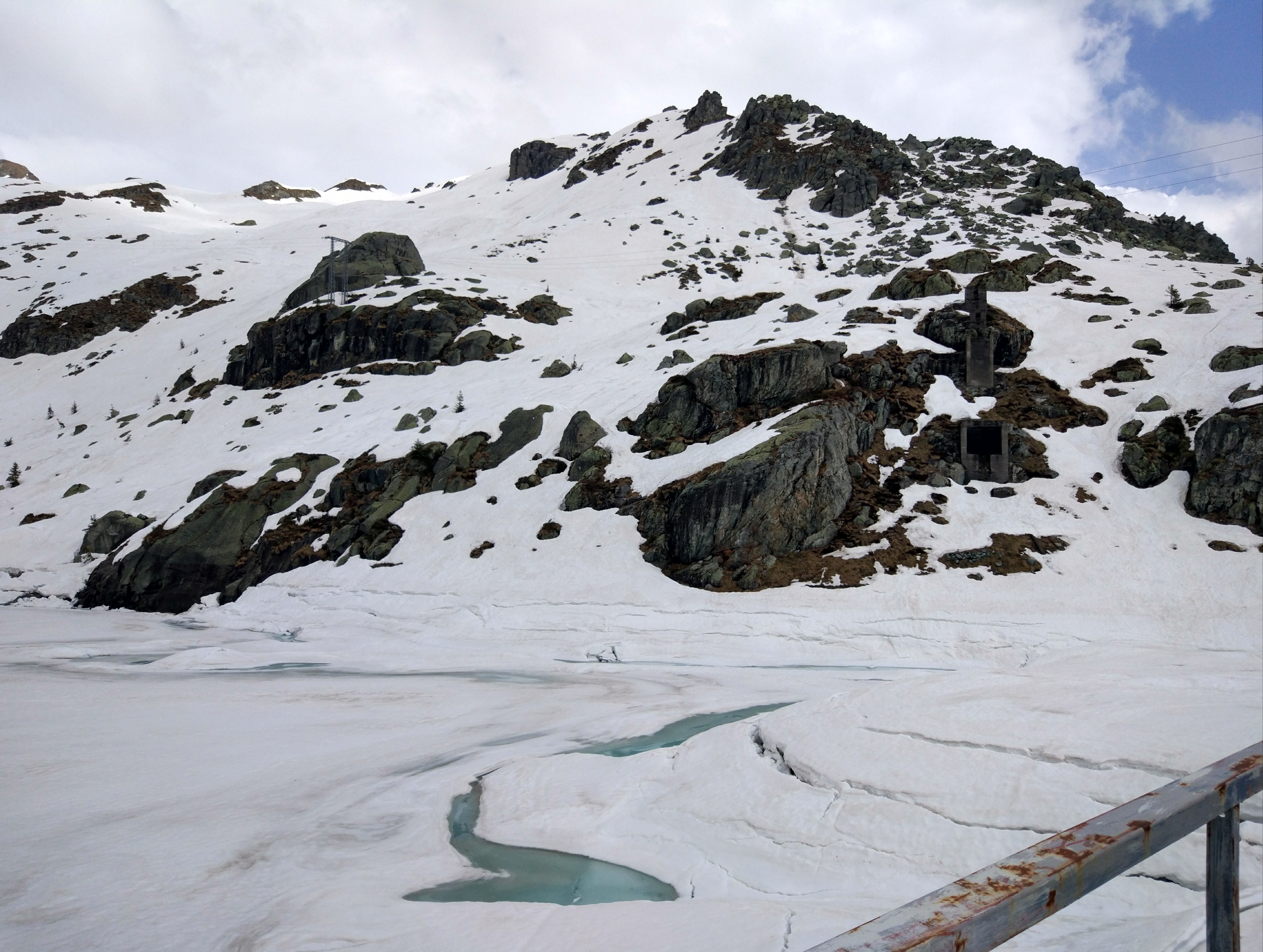
Il lago Sucotto ghiacciato